# Lista odcinków serialu Zakazane imperium
Poniżej znajduje się lista odcinków serialu telewizyjnego Zakazane imperium – emitowanego przez amerykańską stację telewizyjną HBO od 19 września 2010 roku. W Polsce jest emitowany przez stację HBO Polska od 10 stycznia 2011.

## Przegląd sezonów
| Sezon | Sezon | Odcinki | Oryginalna emisja | Oryginalna emisja    | Oryginalna emisja | Oryginalna emisja | Oryginalna emisja |
| Sezon | Sezon | Odcinki | Premiera sezonu   | Finał sezonu         | Premiera sezonu   | Finał sezonu      |                   |
| ----- | ----- | ------- | ----------------- | -------------------- | ----------------- | ----------------- | ----------------- |
|       | 1     | 12      | 19 września 2010  | 5 grudnia 2010       | 10 stycznia 2011  | 28 marca 2011     |                   |
|       | 2     | 12      | 25 września 2011  | 11 grudnia 2011      | 28 listopada 2011 | 2 stycznia 2012   |                   |
|       | 3     | 12      | 16 września 2012  | 2 grudnia 2012       | 17 września 2012  | 3 grudnia 2012    |                   |
|       | 4     | 12      | 8 września 2013   | 24 listopada 2013    | 4 listopada 2013  | 6 stycznia 2014   |                   |
|       | 5     | 8       | 7 września 2014   | 26 października 2014 | 15 września 2014  | 3 listopada 2014  |                   |

## Listy odcinków

### Sezon 1 (2010)
| №  | #  | Tytuł                | Reżyseria          | Scenariusz                      | Premiera (HBO)       | Premiera w Polsce (HBO} |
| -- | -- | -------------------- | ------------------ | ------------------------------- | -------------------- | ----------------------- |
| 1  | 1  | Boardwalk Empire     | Martin Scorsese    | Terence Winter                  | 19 września 2010     | 10 stycznia 2011        |
| 2  | 2  | The Ivory Tower      | Tim Van Patten     | Terence Winter                  | 26 września 2010     | 17 stycznia 2011        |
| 3  | 3  | Broadway Limited     | Tim Van Patten     | Margaret Nagle                  | 3 października 2010  | 24 stycznia 2011        |
| 4  | 4  | Anastasia            | Jeremy Podeswa     | Lawrence Konner, Margaret Nagle | 10 października 2010 | 24 stycznia 2011        |
| 5  | 5  | Nights in Ballygran  | Alan Taylor        | Lawrence Konner                 | 17 października 2010 | 7 lutego 2011           |
| 6  | 6  | Family Limitation    | Tim Van Patten     | Howard Korder                   | 24 października 2010 | 14 lutego 2011          |
| 7  | 7  | Home                 | Allen Coulter      | Tim Van Patten, Paul Simms      | 31 października 2010 | 21 lutego 2011          |
| 8  | 8  | Hold Me in Paradise  | Brian Kirk         | Meg Jackson                     | 7 listopada 2010     | 28 lutego 2011          |
| 9  | 9  | Belle Femme          | Brad Anderson      | Steve Kornacki                  | 14 listopada 2010    | 7 marca 2011            |
| 10 | 10 | The Emerald City     | Simon Cellan Jones | Lawrence Konner                 | 21 listopada 2010    | 14 marca 2011           |
| 11 | 11 | Paris Green          | Allen Coulter      | Howard Korder                   | 28 listopada 2010    | 21 marca 2011           |
| 12 | 12 | A Return to Normalcy | Tim Van Patten     | Terence Winter                  | 5 grudnia 2010       | 28 marca 2011           |

### Sezon 2 (2011)
| №  | #  | Tytuł                            | Reżyseria      | Scenariusz                                     | Premiera (HBO)       | Premiera w Polsce (HBO) |
| -- | -- | -------------------------------- | -------------- | ---------------------------------------------- | -------------------- | ----------------------- |
| 13 | 1  | 21                               | Tim Van Patten | Terence Winter                                 | 25 września 2011     | 28 listopada 2011       |
| 14 | 2  | Ourselves Alone                  | David Petrarca | Howard Korder                                  | 2 października 2011  | 5 grudnia 2011          |
| 15 | 3  | A Dangerous Maid                 | Susanna White  | Itamar Moses                                   | 9 października 2011  | 12 grudnia 2011         |
| 16 | 4  | What Does the Bee Do?            | Ed Bianchi     | Steve Kornacki                                 | 16 października 2011 | 19 grudnia 2011         |
| 17 | 5  | Gimcrack & Bunkum                | Tim Van Patten | Howard Korder                                  | 23 października 2011 | 2 stycznia 2012         |
| 18 | 6  | The Age of Reason                | Jeremy Podeswa | Bathsheba Doran                                | 30 października 2011 | 2 stycznia 2012         |
| 19 | 7  | Peg of Old                       | Allen Coulter  | Howard Korder, Steve Kornacki, Bathsheba Doran | 6 listopada 2011     | 9 stycznia 2012         |
| 20 | 8  | Two Boats and a Lifeguard        | Tim Van Patten | Terence Winter                                 | 13 listopada 2011    | 9 stycznia 2012         |
| 21 | 9  | Battle of the Century            | Brad Anderson  | Steve Kornacki                                 | 20 listopada 2011    | 16 stycznia 2012        |
| 22 | 10 | Georgia Peaches                  | Jeremy Podeswa | Dave Flebotte                                  | 27 listopada 2011    | 16 stycznia 2012        |
| 23 | 11 | Under God's Power She Flourishes | Allen Coulter  | Howard Korder                                  | 4 grudnia 2011       | 23 stycznia 2012        |
| 24 | 12 | To the Lost                      | Tim Van Patten | Terence Winter                                 | 11 grudnia 2011      | 2 stycznia 2012         |

### Sezon 3 (2012)
| №  | #  | Tytuł              | Reżyseria      | Scenariusz                     | Premiera (HBO)       | Premiera w Polsce (HBO) |
| -- | -- | ------------------ | -------------- | ------------------------------ | -------------------- | ----------------------- |
| 25 | 1  | Resolution         | Tim Van Patten | Terence Winter                 | 16 września 2012     | 17 września 2012        |
| 26 | 2  | Spaghetti & Coffee | Alik Sakharov  | Howard Korder                  | 23 września 2012     | 24 września 2012        |
| 27 | 3  | Bone for Tuna      | Jeremy Podeswa | Chris Haddock                  | 30 września 2012     | 1 października 2012     |
| 28 | 4  | Blue Bell Boy      | Kari Skogland  | David Stenn                    | 7 października 2012  | 8 października 2012     |
| 29 | 5  | You'd Be Surprised | Tim Van Patten | Diane Frolov, Andrew Schneider | 14 października 2012 | 15 października 2012    |
| 30 | 6  | Ging Gang Goolie   | Ed Bianchi     | Steve Kornacki                 | 21 października 2012 | 22 października 2012    |
| 31 | 7  | Sunday Best        | Allen Coulter  | Howard Korder                  | 28 października 2012 | 29 października 2012    |
| 32 | 8  | The Pony           | Tim Van Patten | Terence Winter, Howard Korder  | 4 listopada 2012     | 5 listopada 2012        |
| 33 | 9  | The Milkmaid's Lot | Ed Bianchi     | Rolin Jones                    | 11 listopada 2012    | 12 listopada 2012       |
| 34 | 10 | A Man, a Plan...   | Jeremy Podeswa | Dave Flebotte                  | 18 listopada 2012    | 19 listopada 2012       |
| 35 | 11 | Two Impostors      | Allen Coulter  | Howard Korder                  | 25 listopada 2012    | 26 listopada 2012       |
| 36 | 12 | Margate Sands      | Tim Van Patten | Terence Winter, Howard Korder  | 2 grudnia 2012       | 3 grudnia 2012          |

### Sezon 4 (2013)
| №  | #  | Tytuł                | Reżyseria      | Scenariusz                                  | Premiera (HBO)       | Premiera w Polsce (HBO) |
| -- | -- | -------------------- | -------------- | ------------------------------------------- | -------------------- | ----------------------- |
| 37 | 1  | New York Sour        | Tim Van Patten | Howard Korder                               | 8 września 2013      | 4 listopada 2013        |
| 38 | 2  | Resignation          | Alik Sakharov  | Dennis Lehane, Howard Korder                | 15 września 2013     | 11 listopada 2013       |
| 39 | 3  | Acres of Diamonds    | Allen Coulter  | Terence Winter                              | 22 września 2013     | 18 listopada 2013       |
| 40 | 4  | All In               | Ed Bianchi     | David Matthews                              | 29 września 2013     | 25 listopada 2013       |
| 41 | 5  | Erlkonig             | Tim Van Patten | Howard Korder                               | 6 października 2013  | 2 grudnia 2013          |
| 42 | 6  | The North Star       | Allen Coulter  | Eric Overmyer, Howard Korder                | 13 października 2013 | 9 grudnia 2013          |
| 43 | 7  | William Wilson       | Jeremy Podeswa | David Matthews, Terence Winter              | 20 października 2013 | 16 grudnia 2013         |
| 44 | 8  | The Old Ship of Zion | Tim Van Patten | Cristine Chambers, Howard Korder            | 27 października 2013 | 23 grudnia 2013         |
| 45 | 9  | Marriage and Hunting | Ed Bianchi     | David Matthews, Jennifer Ames, Steve Turner | 3 listopada 2013     | 30 grudnia 2013         |
| 46 | 10 | White Horse Pike     | Jake Paltrow   | Dave Flebotte                               | 10 listopada 2013    | 30 grudnia 2013         |
| 47 | 11 | Havre de Grace       | Allen Coulter  | Howard Korder                               | 17 listopada 2013    | 6 stycznia 2014         |
| 48 | 12 | Farewell Daddy Blues | Tim Van Patten | Terence Winter, Howard Korder               | 24 listopada 2013    | 6 stycznia 2014         |

### Sezon 5 (2014)
| №  | # | Tytuł                          | Reżyseria      | Scenariusz                                          | Premiera (HBO)       | Premiera w Polsce (HBO} |
| -- | - | ------------------------------ | -------------- | --------------------------------------------------- | -------------------- | ----------------------- |
| 49 | 1 | Golden Days for Boys and Girls | Tim Van Patten | Howard Korder                                       | 7 września 2014      | 15 września 2014        |
| 50 | 2 | The Good Listener              | Allen Coulter  | Terence Winter                                      | 14 września 2014     | 22 września 2014        |
| 51 | 3 | What Jesus Said                | Ed Bianchi     | Cristine Chambers, Howard Korder                    | 21 września 2014     | 29 września 2014        |
| 52 | 4 | Cuanto                         | Jake Paltrow   | Howard Korder, Cristine Chambers, Terence Winter    | 28 września 2014     | 6 października 2014     |
| 53 | 5 | King of Norway                 | Ed Bianchi     | Steve Kornack                                       | 5 października 2014  | 13 października 2014    |
| 54 | 6 | Devil You Know                 | Jeremy Podeswa | Howard Korde                                        | 12 października 2014 | 20 października 2014    |
| 55 | 7 | Friendless Child               | Allen Coulter  | Riccardo DiLoreto, Cristine Chambers, Howard Korder | 19 października 2014 | 27 października 2014    |
| 56 | 8 | Eldorado                       | Tim Van Patten | Howard Korder, Terence Winter                       | 26 października 2014 | 13 listopada 2014       |